# رودولفو المیدا
رودولفو المیدا (انگلیسی: Rodolfo Almeyda; تاریخ ورودی نامعتبر است – ۱۲ ژوئیهٔ ۲۰۰۶) بازیکن فوتبال اهل آرژانتین بود.